# Süchbaataryn Jandzjmaa
Süchbaataryn Jandzjmaa, född 1893, död 1963, var en mongolisk politiker (kommunist). Hon var tillförordnad president i Mongoliet 1953–1954. Hon var gift med Damdiny Süchbaatar (1893–1923), ledaren för den mongoliska revolutionen 1921. Hon var världens första kvinnliga statsöverhuvud (i en republik) efter Khertek Anchimaa-Toka.
Hon satt i politbyrån i Mongoliska folkets revolutionära parti 1940–1954, var medlem i parlamentets presidium 1940–1950 och sekreterare i partiets centralkommitté 1941–1947. Vid Gonchigiin Bumtsends död tillträdde hon som tillförordnad president från 23 september 1953 till 7 juli 1954.